# Sten Suvio
Sten Suvio (* 25. November 1911 in Hannila bei Viipuri; † 19. Oktober 1988 in Helsinki) war ein finnischer Boxer im Weltergewicht und Olympiasieger von 1936 in Berlin.

## Werdegang
Sten Suvio wurde im Dorf Hannila bei Wyborg geboren. 1929 und 1930 wurde er finnischer Vizemeister. Von 1933 bis 1936 wurde er viermal in Folge finnischer Meister im Weltergewicht.
1936 reiste er zu den Olympischen Spielen nach Berlin. Er besiegte Ri Keika aus Japan, Arthur L. Cook aus Australien, den Ungar Imre Mándi und den Dänen Gerhard Peddersen. Im Finale traf er auf den Deutschen Michael Murach, den er ebenfalls besiegte und Olympiasieger wurde.
Nach seinem Olympiasieg wechselte er 24-jährig in den Profiboxsport.

## Profikarriere
Seinen ersten Profikampf bestritt er am 18. November 1936 in der Harringay Arena in London gegen den Briten David McCleave. Sten Suvio verlor im Achtrundenkampf nach Punkten. Im Mai 1937 gewann er in New York gegen Tony Greb aus New Jersey, Vereinigte Staaten. 1937 trug er dann bis zu seiner zweiten Niederlage im September gegen Spider Hewitt aus den USA noch sechs Kämpfe aus. Nach dieser Niederlage reiste er nach Finnland zurück.
Am 11. Februar 1938 besiegte er in Göteborg den Schweden Gunnar Andersson. Einen Monat später stellte er sich Bruno Ahlberg. Im Duell der beiden Finnen gab es jedoch keinen Sieger. Im April 1938 besiegte er in Kopenhagen den in Hamburg geborenen Dänen Hans Drescher nach Punkten. Im Herbst revanchierte sich Drescher jedoch ebenfalls durch einen Punktsieg.
Im Januar 1939 besiegte Sten Suvio Peter Kleinhütten aus Deutschland gleich zweimal durch K. o. Am 3. Juni 1939 besiegte der Dortmunder Gustav Eder in Leipzig nach Punkten. Eder wiederholte diesen Erfolg im August des gleichen Jahres in Berlin. Sten Suvio blieb noch bis September 1940 in Deutschland und gewann noch gegen Willy Prodel, Walter Müller, Eduard Peters und Fritz Gahrmeister.
Im November 1942 besiegte Suvio in seiner Heimatstadt Viipuri den Deutschen Hans Heuser. 1945 und 1946 trennte er sich zwei Mal vom Dänen Henry Nielsen, der Suvio 1940 besiegt hatte. Im Mai 1946 besiegte Sten Suvio seinen Landsmann Onni Saari durch Technischen K. o. Seinen letzten Profikampf trug Sten Suvio am 26. April 1949 in Helsinki gegen den Franzosen Areski Boina aus. Der 37-jährige Suvio unterlag Boina durch Technischen K. o.